# Витязь (Харків)
Харківський міський хокейний клуб «Витязь» — хокейний клуб з м. Харкова. Заснований 2006 року. Виступає у Професіональній хокейній лізі України.
Домашні ігри ХК «Витязь» проводить на ковзанці «Айс-Холл» м. Харкова.
Кольори клубу: жовтий та блакитний.

## Історія клубу
ХК «Витязь» засновано у 2006 році. Клуб брав участь у різних аматорських лігах та турнірах а у сезоні 2014—2015 років дебютував у Професіональній хокейній лізі України.

## Склад команди

### Керівництво
- Директор — Валерій Середенко

### Тренерський штаб і персонал
- Головний тренер — Євген Гладченко
- Тренер — Валерій Пляшешник